# Ближние острова
Ближние острова (англ. Near Islands, алеут.  Sasignan tanangin, Сасигнан танаҥин) — небольшая и самая западная группа островов в составе Алеутского архипелага. Общая площадь Ближних островов составляет 1143,8 км²; население по данным на 2000 год — 47 человек, проживает на островах Атту и Симия.

## География
Крупнейшими в группе являются острова Атту, Агатту и островная группа Семичи, состоящая в свою очередь из островков Алаид, Низкий и Симия. В 30 км северо-восточнее Симии лежит небольшой риф, известный как скалы Ингенстрем.

## История
Названы так русскими первопроходцами, как самые близкие к России острова из всех Алеутских островов.
Острова описаны у Г.И. Шелихова в его «Путешествии г. Шелехова с 1783 по 1790 год из Охотска по Восточному Океану к Американским берегам...»:

Сии острова лежат почти в 300 верстах от Медного острова и простираются от Востока к Югу. Аттак есть ближайший. Он кажется обширнее Берингова острова, и лежит от Запада к Юговостоку; в 20 верстах от оного к Востоку находится Самия, не подалеку же от Восточного краю лежит еще другой небольшой остров. В Южной стороне от морского прилива, отделяющего оба сии острова, находится Анатта почти в том же самом положении, и в длину имеет не более 25 верст. Все сии острова лежат между 54 и 55 градусом Северной широты. Жители сих островов по большой части питаются сушеною рыбою и другими морскими зверями.

Уже к 1760-м годам всё население Ближних островов проживало в одной единственной деревне на острове Атту.
Впервые официально упомянуты под современным названием в морских отчётах 1813—1814 годах российским исследователем Лангсдорфом.
В 1867 году территория перешла в состав Северо-Американских Соединённых Штатов в результате сделки с Российской империей. Ныне входят в состав штата Аляска, образованного с 1959 года.
В 1943 году острова стали ареной одного из сражений Тихоокеанского театра военных действий Второй мировой войны.

## Галерея
- Топографическая карта 1970 года
- Ближние острова в 2008 году
- Войска США доставляют снабжение на острове Атту в марте 1943 года